# Sala de lo Constitucional de la Corte Suprema de Justicia de El Salvador
La Sala de lo Constitucional de la Corte Suprema de Justicia de El Salvador es un órgano constitucional integrado en el poder judicial de El Salvador, facultado para decidir si determinadas leyes o decretos presidenciales son contrarios a la Constitución de 1983, además de otras atribuciones. Según el artículo 174 de la Constitución, su función es «conocer y resolverlas demandas de inconstitucionalidad de las leyes, decretos y reglamentos, los procesos de amparo, el habeas corpus, las controversias entre el Órgano Legislativo y el Órgano Ejecutivo a que se refiere el Art. 138 y las causas mencionadas en la atribución 7a. del Art. 182». Su actual composición fue electa en mayo de 2021.
Fue creada por la Asamblea Constituyente de 1982 para reemplazar a la Sala de Amparos, que únicamente atendía los procesos de amparo. Según la Constitución, la Sala de lo Constitucional está integrada por cinco magistrados propietarios y cinco suplentes, elegidos por la Asamblea Legislativa para un período de nueve años en votación pública y nominal y por mayoría calificada, a partir de una lista de candidatos elaborada por el Consejo Nacional de la Judicatura (art. 186). El magistrado presidente de la Sala de lo Constitucional también es presidente ex officio de la Corte Suprema de Justicia y el Órgano Judicial (art. 174).

## Historia
A lo largo de finales del siglo XIX hasta mediados del siglo XX, los recursos de habeas corpus, amparo y control de constitucionalidad eran atribuciones que correspondían al pleno en la Corte Suprema de Justicia (CSJ). En 1871 se incorporó al ordenamiento jurídico el habeas corpus o «exhibición de la persona», en 1886 se aprobó la ley que regulaba «proceso de amparo» y en 1939 se establecieron instrumentos de control de constitucionalidad, como la «potestad judicial de inaplicabilidad» y la figura de «controversias entre los Poderes Legislativo y Ejecutivo en el proceso de formación de la ley». La Constitución de 1950 incorporó a su texto estos tres recursos, pero sin desarrollarse las leyes secundarias correspondientes. También se creó la llamada acción popular o ciudadana para el «proceso de inconstitucionalidad», que era discutida en el pleno de la CSJ; dicho proceso no contó con una ley secundaria hasta 1960 con la aprobación de la Ley de Procedimientos Constitucionales, que falló en formar un cuerpo jurídico general para los procesos constitucionales. En 1959 se creó la Sala de Amparos, de tres magistrados, por medio de la reforma de la Ley Orgánica del Poder Judicial, como un tribunal especializado dentro de la CSJ para resolver los procesos de amparo. La competencia de declarar inconstitucional leyes, decretos y reglamentos seguía siendo atribución del pleno de la CSJ en la Constitución de 1962.
La Asamblea Constituyente de 1982 creó la Sala de lo Constitucional, en sustitución de la Sala de Amparos, en el proyecto de redacción de la actual Constitución, la cual fue convocada por la Junta Revolucionaria de Gobierno en los albores de la guerra civil (1979-1992). Se trataba de una de las características más ambiciosas de la nueva carta magna, debido a que, como explicó el constituyente Ricardo González Camacho (Partido de Acción Democrática), la Sala fungiría como un «tribunal constitucional» para «garantizar a los ciudadanos el ejercicio de los derechos ya consagrados en la Constitución [...] e interpretar la Constitución cuando ante ella se presente algún recurso de inconstitucionalidad [...] Entonces, con visión histórica, mantendrá el proceso democrático». Aunque la propuesta de su partido de fundar un «tribunal constitucional» independiente del poder judicial no prosperó, la autonomía de la Sala en la Corte Suprema de Justicia y su atribución exclusiva de control de constitucionalidad fue suficiente para los diputados constituyentes.
Las actividades de la Sala de lo Constitucional iniciaron el 1 de julio de 1984. Aunque algunos sostienen que no un organismo autónomo, tres de sus fallos (Resolución de improcedencia 16-2011 del 27 de abril de 2011, Resolución de improcedencia 32-2012 del 5 de junio de 2012 y Sentencia de inconstitucionalidad 71-2012 del 23 de octubre de 2013) la describen como un auténtico tribunal constitucional, similar al de países con órganos jurisdiccionales explícitamente separados de la estructura administrativa del poder judicial. Al principio el período de mandato de los magistrados era de cinco años, pero fue ampliado a nueve con posibilidad de reelección y bajo un nuevo mecanismo de elección ―listas de candidatos elaboradas por el Consejo Nacional de la Judicatura y por elección de abogados de libre ejercicio―, según lo establecido en la reforma constitucional de 1991 exigida por los Acuerdos de Paz de Chapultepec. Desde su fundación, ha emitido varios fallos que han modificado el ordenamiento jurídico salvadoreño en temas políticos, sociales, seguridad pública y economía, pese a que hasta 2009 sus sentencias eran en su mayoría sobre la legislación electoral. A continuación, se resumen las principales sentencias de inconstitucionalidad entre 2010 y 2020:
- 20 de julio de 2010: aval para los candidatos independientes[5]
- 25 de agosto de 2010: se deroga la «partida secreta» en la Presidencia de la República[5]
- 25 de agosto de 2010: se ordena el voto por rostro en las elecciones de 2012[5]
- 1 de abril de 2014: se anula el impuesto a las llamadas telefónicas desde el exterior[5]
- 26 de junio de 2014: un expresidente de la República debe esperar 10 años para volver a competir en una elección presidencial, en el caso de la candidatura de Elías Antonio Saca[5]
- 9 de julio de 2014: los expresidentes de la República deben someterse a un proceso de elección popular para ser diputados del Parlamento Centroamericano (pese a la prohibición de la Sala, Mauricio Funes, ya expresidente, se juramentó como legislador, pero renunció en agosto de ese mismo año)[5]
- 9 de julio de 2014: diputados suplentes no tienen fuero parlamentario excepto cuando sustituyen al propietario, en el caso del exdiputado suplente del PCN, Wilber Rivera Monge[5]
- 1 de octubre de 2014: se prohíbe el transfuguismo de diputados[5]
- 5 de noviembre de 2014: se ordena el voto cruzado en las elecciones de 2015[5]
- 24 de agosto de 2015: las pandillas MS y 18 son tipificadas como grupos terroristas[5]
- 13 de julio de 2016: la Ley de Amnistía General para la Consolidación de la Paz es inconstitucional[5]
- 26 de julio de 2017: se deroga la reforma a la Ley del Sistema de Ahorro de Pensiones, que elevaba de 45 a 55 % el máximo para la compra de certificados de inversiones previsionales[5]
- 22 de noviembre de 2017: se ordenan medidas de protección para las víctimas de desplazamiento forzado por la delincuencia organizada[5]
- 24 de noviembre de 2017: la reforma constitucional para la ampliación del período de diputados y concejos municipales es inconstitucional por no seguir procedimiento[5]
- 31 de enero de 2018: la reforma constitucional para la prohibición del matrimonio entre personas del mismo sexo es inconstitucional por no seguir procedimiento[5]
- 28 de mayo de 2018: se rechazan reformas a Ley de Extinción de Dominio[5]
- 12 de julio de 2019: se ordena la creación de una Ley de Reconciliación Nacional y Asistencia a Víctimas en sustitución de la derogada Ley de Amnistía General para la Consolidación de la Paz en el plazo de cuatro meses,[6] lo cual fue incumplido[7]
- 7 de noviembre de 2019: la reorientación de fondos entre instituciones del sector público sin el aval de la Asamblea Legislativa es inconstitucional[8]
- 26 de marzo de 2020: los trabajadores de servicios domésticos recibirán salario mínimo[9]
- 26 de octubre de 2020: se deroga la «contribución especial para la seguridad ciudadana» en los bienes y servicios telefónicos y tecnológicos[10]

En 2020, durante la pandemia de COVID-19, la Sala de lo Constitucional alcanzó protagonismo al dirimir las controversias entre la Asamblea Legislativa, entonces de mayoría opositora, y el Gobierno de Nayib Bukele por las medidas adoptadas para el control de la enfermedad. Los magistrados declararon inconstitucional la cuarentena domiciliar obligatoria, las detenciones de infractores del cierre nacional y su confinamiento en albergues, la inadmisión de salvadoreños y extranjeros con residencia definitiva si no presentaran una prueba PCR con resultado negativo en aduanas, la declaración de estados de emergencia o el establecimiento de fases de reapertura económica sin el beneplácito de la Asamblea Legislativa, entre otras decisiones. Debido a esto, Bukele mantuvo una retórica intimidatoria contra los magistrados constitucionalistas: «Si fuera un dictador, los hubiera fusilado a todos. Salvas mil vidas a cambio de cinco.».
Después de las elecciones de 2021, la Asamblea Legislativa contaba con una mayoría oficialista que le permitió, entre sus primeras medidas, la remoción y sustitución de los magistrados propietarios y suplentes de la Sala de lo Constitucional de la CSJ y el fiscal general de la República, en aplicación del artículo 186 de la Constitución, a pesar de no existir la ley secundaria que lo regule. Los medios opositores catalogaron el suceso como un «golpe de Estado» y hubo una serie de condenas de ONG nacionales e internacionales y miembros de la comunidad internacional que exigían la restitución de los funcionarios. En la discusión de la propuesta de destitución, los diputados oficialistas aseguraron que los magistrados «actuaron contra la Constitución, poniendo en primer lugar intereses particulares sobre la salud y la vida de toda la población». Antes de que el pleno legislativo aprobara la destitución, la Sala elegida en 2018 publicó el Mandamiento de inconstitucionalidad 1-2021 por el que dicta que la decisión de la Asamblea Legislativa «viola la forma de gobierno republicana, democrática y representativa [... y] la independencia judicial»; también argumentaron que la destitución «no está precedida por las garantías procesales necesarias para asegurarla» y que, incluso si hubiese contado con un proceso previo, «afecta la dimensión externa de dicho principio formal, que exige la ausencia de presiones por parte de los demás Órganos del Estado, pues la falta de beneplácito del Órgano Ejecutivo no es razón para destituir a jueces constitucionales, a la vez que constituye un factor disuasorio futuro para cualquier otra conformación de esta sala, es decir, una coacción». El presidente Bukele y la Asamblea Legislativa de mayoría oficialista respondieron a sus detractores que los cambios eran «irreversibles» y desconocieron el Mandamiento de inconstitucionalidad 1-2021 que invalidaba la destitución. Las demandas de impugnación de las destituciones fueron desestimadas por la Sala de lo Contencioso Administrativo de la CSJ.
El 3 de septiembre de 2021, declaró mediante un fallo que el presidente de la República tiene el derecho constitucional de buscar la reelección inmediata, con lo que anuló una declaración previa de 2014 en la que había determinado que debía esperar diez años. Dicha sentencia permitirá a Bukele presentarse como candidato en los comicios de 2024.

## Funciones
La Sala de lo Constitucional es la única que se menciona explícitamente en la Constitución de 1983, en los artículos 174, 183 y 247:

Art. 174.- La Corte Suprema de Justicia tendrá una Sala de lo Constitucional, a la cual corresponderá conocer y resolver las demandas de inconstitucionalidad de las leyes, decretos y reglamentos, los procesos de amparo, el habeas corpus, las controversias entre el Órgano Legislativo y el Órgano Ejecutivo a que se refiere el Art. 138 y las causas mencionadas en la atribución 7ª del Art. 182 de esta Constitución.

La Sala de lo Constitucional estará integrada por cinco Magistrados designados por la Asamblea Legislativa. Su Presidente será elegido por la misma en cada ocasión en que le corresponda elegir Magistrados de la Corte Suprema de Justicia; el cual será Presidente de la Corte Suprema de Justicia y del Organo Judicial. (1)
Art. 183.- La Corte Suprema de Justicia por medio de la Sala de lo Constitucional será el único tribunal competente para declarar la inconstitucionalidad de las leyes, decretos y reglamentos, en su forma y contenido, de un modo general y obligatorio, y podrá hacerlo a petición de cualquier ciudadano.
Art. 247.- Toda persona puede pedir amparo ante la Sala de lo Constitucional de la Corte Suprema de Justicia por violación de los derechos que otorga la presente Constitución.

El habeas corpus puede pedirse ante la Sala de lo Constitucional de la Corte Suprema de Justicia o ante las Cámaras de Segunda Instancia que no residen en la capital. La resolución de la Cámara que denegare la libertad del favorecido podrá ser objeto de revisión, a solicitud del interesado por la Sala de lo Constitucional de la Corte Suprema de Justicia.

Según la Ley Orgánica Judicial de 1984, la Sala de lo Constitucional posee las siguientes atribuciones:

Art. 53.- Corresponde a la Sala de lo Constitucional:

1º Conocer y resolver los procesos constitucionales siguientes:
a) el de inconstitucionalidad de las leyes, decretos y reglamentos;
b) el de amparo;
c) el de exhibición de la persona;
2º Resolver las controversias entre el Órgano Legislativo y el Órgano Ejecutivo, a que se refiere el artículo 138 de la Constitución.
3º Conocer de las causas mencionadas en la atribución 7ª del artículo 182 de la Constitución.

4º Las demás atribuciones que determinen las leyes. (9)

Las reglas procesales que regulan los anteriores procesos están contenidas mayoritariamente en la Ley de Procedimientos Constitucionales de 1960. Sus sentencias tienen carácter erga omnes, es decir, son de obligatorio cumplimiento en todo el territorio de la República y para toda persona natural, jurídica y/o autoridades.

## Integración actual

### Magistrados propietarios
| Función                | Nombre                       | Inicio del nombramiento   | Fecha del fin del nombramiento |
| ---------------------- | ---------------------------- | ------------------------- | ------------------------------ |
| Magistrado presidente  | Henry Alexander Mejía        | 23 de septiembre del 2024 | 15 de noviembre del 2027       |
| Magistrado propietario | Elsy Dueñas Lovos            | 1 de mayo de 2021         | 15 de noviembre de 2027        |
| Magistrado propietario | José Ángel Pérez Chacón      | 1 de mayo de 2021         | 15 de noviembre de 2027        |
| Magistrado propietario | Luis Javier Suárez Magaña    | 1 de mayo de 2021         | 15 de noviembre de 2027        |
| Magistrado propietario | Héctor Nahúm Martínez García | 1 de mayo de 2021         | 15 de noviembre de 2027        |

### Magistrados suplentes
| Nombre  | Inicio del nombramiento | Fecha del fin del nombramiento |
| ------- | ----------------------- | ------------------------------ |
| Vacante | -                       | -                              |
| Vacante | -                       | -                              |
| Vacante | -                       | -                              |
| Vacante | -                       | -                              |
| Vacante | -                       | -                              |

## Críticas
A lo largo de su historia, la Sala de lo Constitucional ha sido señalada por sus críticos, de diferentes posiciones en el espectro político, de «pretender gobernar y, en especial, de dañar al país y al pueblo salvadoreño con sus actuaciones», así como de servir de «instrumento de la [...] oposición política al gobierno de turno». Sus defensores apuntan a que se trata de una campaña de desacreditación para presionarlos de tal modo que «dejen de emitir sentencias que afecten el statu quo». También ha sido señalada de aplicar selectivamente el recurso de amparo en casos políticos, como en la destitución del magistrado Eduardo Benjamín Colindres del Tribunal Supremo Electoral en 1996 y 1998, que fue condenada por la Comisión Interamericana de Derechos Humanos en 2019.
Las recientes elecciones de magistrados han estado salpidadas de escándalos, como en la doble elección de 2006 y 2012 ―en las que los críticos denunciaron la existencia de «dos Salas»― y en el retraso de 125 días para la elección de 2018. En esta última elección, los partidos ARENA, FMLN y GANA emplearon «reuniones a puertas cerradas» y «negociaciones en secreto» que fueron ampliamente reprobadas por las ONG de derechos humanos debido a la falta de transparencia. Para resolver algunas de estas situaciones, la Sala de lo Constitucional emitió fallos para anular y ordenar la repetición del proceso legislativo, para así asegurar su legitimidad como organismo de control constitucional. El exmagistrado Sidney Blanco propuso eliminar la facultad constitucional de la Asamblea Legislativa para elegir magistrados con el fin de evitar el reparto de cuotas políticas, que caracterizó a los anteriores procesos, y consolidar la independencia judicial en la lucha anticorrupción.
En cuanto a las irregularidades en la estructura orgánica de la CSJ, el abogado constitucionalista Salvador Enrique Anaya indica que es «urgente [la] reforma integral del régimen legal del sistema procesal constitucional, ya que sólo así será viable superar las inconsistencias, contradicciones y vacíos que presenta la vetusta Ley de Procedimientos Constitucionales», además de que «se requiere la ordenación y sistematización de los diferentes instrumentos y de sus efectos, lo que exige, en definitiva, una reforma legal, puesto que la superación de los defectos y disfuncionalidades del sistema sólo podrá lograrse en forma viable si se rediseña todo».